# 神武王
神武王（しんぶおう、生年不詳 - 839年9月4日）は、新羅の第45代の王（在位：839年）であり、姓は金、諱は祐徴。第38代元聖王の曾孫であり、父は上大等金均貞、母は朴氏の真矯夫人、王妃は貞継夫人。

## 即位まで
第42代興徳王の3年（828年）1月には大阿飡（5等官）の位にあって侍中に抜擢されたが、831年1月には王都金城（慶尚北道慶州市）に起こった地震のために侍中を免職された。834年1月には再び侍中に返り咲いたが、835年2月に父の金均貞が上大等に就任すると、金祐徴は上表して侍中職を辞任した。このときに後任の侍中になったのが金明（後の閔哀王）だった。
興徳王の死後、上大等職にあった父の金均貞とその甥の金悌隆（後の僖康王）との間に王位継承をめぐって争いが起こった。騒乱の中で金均貞が死んで僖康王が即位すると、金祐徴らは清海鎮（全羅南道莞島郡）大使の張保皐を頼って落ち延びていった。その後、僖康王を擁立した金明が反乱を起こし、僖康王を殺して838年1月に閔哀王として即位すると、金祐徴派は同年3月から閔哀王を討つための軍事行動を開始した。結果として金祐徴の将軍の金陽が王都に迫り、839年1月23日に閔哀王を殺害した。金祐徴は王の儀礼を以て閔哀王の屍を埋葬し、また、古礼に則って即位式を執り行い、王位を継承した。

## 即位後
即位後に王の祖父・父・母を追封し、子の金慶膺（けいよう、後の文聖王）を太子とした。また、閔哀王との戦いで功績の大きかった張保皐を感義軍使に任命し、食邑2千戸を賜るとともに張保皐の娘を太子の嫁に迎える約束を取り付けた。王礼に基づく前王の埋葬、古礼に則った即位の儀式など王位の尊厳を明確化するとともに、地方勢力との結合を図ったものと見られている。
839年7月には前々代の僖康王の代から送ることができていなかった唐に対して使者を派遣し、淄青節度使に奴婢を送った。唐の文宗はこのことを聞いて、遠方の人であることを憐れんで新羅に帰国させたという。同月（7月）神武王は病に倒れ、23日に死去した。神武と諡され、弟兄山の西北に埋葬されたという。その王陵は慶州市東方洞の史跡第185号が比定されている。